# Knjiga Sudnjeg dana
Knjiga Sudnjeg dana (eng. Domesday Book – lat. Liber de Wintonia, također Domesday Survey), opći je imovinski popis brižljivo sastavljen za vrijeme od 20 godina nakon normanskog osvajanja Engleske godine 1066.
Popis, za čije je sastavljanje najzaslužniji Vilim I. Osvajač, obuhvaćao je sve grofovije u Engleskoj, a u kojem je bilo zabilježeno "što je i koliko imao svatko tko je posjedovao u Engleskoj zemlju i stoku, i koliko je to vrijedilo" (Anglosaska kronika).
Domesday Book znači "knjiga sudnjeg dana", čime se htjela istaknuti njezina dovršenost, tj. da će vrijediti do smaka svijeta. Ime "Domesday Book" je srednjoengleski oblik za oblik u današnjem engleskome "Doomsday Book", hrvatski je "Knjiga Sudnjeg dana") došlo je u uporabu u 12. stoljeću.
U početku vođen na stranicama od ovčje kože, a u obliku knjige objavljen je tek 1783. godine. Bila je to evidencija zemljišnih posjeda kakve do tada nije bilo i koja i sada, u određenim segmentima, ima svoju praktičnu vrijednost.